# Norma Miller
Norma Miller, född 2 december 1919 i Harlem i New York, död 5 maj 2019 i Fort Myers i Florida, var en amerikansk lindy hop-dansare, koreograf, skådespelare och författare. Miller var medlem i Whitey's Lindy Hoppers. Hon medverkade i ett flertal filmer och skrev flera böcker om swingmusik och lindy hop.

## Danskarriär
Miller har i intervjuer berättat om tiden på Savoy Ballroom, som bara var ett stenkast ifrån hennes bostad i Harlem. Hon upptäcktes vid 12 års ålder av danslegenden Twistmouth George, och sedan dess har hon jobbat inom show business. En av hennes danspartners genom åren har varit Frankie Manning, som också tillhört världseliten inom lindy hop.
År 2010, 2017 och 2018 var hon speciell gäst vid Herräng Dance Camp.
Hon har dessutom medverkat i dokumentärer såsom National Geographic's Jitterbug (1991) och Smithsonian Jazz-dokumentärerna på NPR.

## Filmografi i urval
Miller har som dansare medverkat i ett flertal filmer. Några av de mest kända är följande:
- En dag på kapplöpningarna (1937)
- Galopperande flugan (1941)
- Malcolm X (1992)
- Stompin' at the Savoy (1992)
- John Biffar's Captiva (1995)